# دييغو نوفوا
دييغو نوفوا (بالإسبانية: Diego Novoa)‏ هو لاعب كرة قدم كولومبي في مركز حراسة المرمى، ولد في 31 مايو 1989 في بوغوتا في كولومبيا. لعب مع لا إكويداد ‏.

## وصلات خارجية
- دييغو نوفوا على موقع قاعدة بيانات كرة القدم.إي يو (الإنجليزية)
- دييغو نوفوا على موقع Soccerway.com (الإنجليزية)
- دييغو نوفوا على موقع عالم كرة القدم.نت (الإنجليزية)
- دييغو نوفوا على موقع AS.com (الإسبانية)